# Gawain (kráter)
Gawain je impaktní kráter na Saturnově měsíci Mimas. Nomenklatura kráterů na Mimasu čerpá z britské mytologie – konkrétně z Artušovských legend, je tak pojmenován podle Gawaina, rytíře Kulatého stolu a synovce krále Artuše. Název byl schválen Mezinárodní astronomickou unií v roce 1982.
Má průměr 27 km a jeho střední souřadnice na měsíci jsou  58°32′24″ J a 261°04′48″ Z. 
Na jihu hraničí s řetězcem kráterů Tintagil Catena (jenž byl do roku 2010 uváděn jako kaňon Tintagil Chasma), který se táhne severovýchodním směrem až ke kráteru Arthur.
Severovýchodně od Gawaina leží dvojice srovnatelně velkých kráterů Merlin a Igraine, severoseverovýchodně kráter Uther, severozápadně další dvojice velikostně podobných kráterů Gareth a Gaheris.